# 浜松鉄道病院
浜松鉄道病院（はままつてつどうびょういん）は、現在の静岡県浜松市中央区海老塚町にあった病院。

## 概要
浜松東診療所（浜松市砂山町）と浜松西診療所（浜松工場内）が前身。
当時静岡鉄道管理局管内の浜松地区には国鉄浜松工場を有し現業部門と事務職員及びその家族を合計すると1万8000人に上り、両診療所では1日に300から400人の患者に対応していた。

## 診療科目
- 内科
- 外科
- 小児科
- 耳鼻咽喉科
- 産婦人科